# إنترنت إكسبلورر 10
إنترنت إكسبلورر 10 Internet Explorer 10 (IE10) هو الإصدار العاشر من متصفح الويب إنترنت إكسبلورر، والذي تم إصداره بواسطة مايكروسوفت في 4 سبتمبر 2012 مع ويندوز سيرفر 2012. تم تضمين IE10 مع إصدار ويندوز 8 في 26 أكتوبر 2012. تم إصدار IE10 لـ ويندوز 7 و Windows Server 2008 R2 في 26 فبراير 2013.
يوسع IE10 وظائف Internet Explorer 9 فيما يتعلق بدعم أوراق الأنماط المتتالية وتسريع الأجهزة ودعم إتش تي إم إل 5. في ويندوز 8، يتم تقسيمه إلى إصدارين مع واجهات مستخدم مختلفة: تطبيق Metro لا يدعم المكونات الإضافية وتطبيق سطح المكتب التقليدي الذي يحتفظ بدعم المكونات الإضافية. على أجهزة الكمبيوتر ذات 64 بت، يعمل إصدار Metro في وضع 64 بت افتراضيًا. يمكن تشغيل إصدار سطح المكتب في وضع 64 بت عن طريق تمكين الوضع المحمي المحسن. كان Internet Explorer 10 هو الإصدار الأخير الذي تم تسميته Windows Internet Explorer؛ تمت إعادة تسمية البرنامج ليصبح مجرد Internet Explorer من إنترنت إكسبلورر 11 وما بعده.

## وصلات خارجية
- الموقع الرسمي